# Talana
Talana (en sardo: Talàna) es un municipio de Italia de 1.129 habitantes en la provincia de Nuoro, región de Cerdeña.

## Etimología
El nombre tiene un origen muy antiguo, probablemente de la época nurágica. Una evidencia de ello es la repetición triple de la vocal "a", al igual que sucede en otros muchos municipios de la isla.
Existen varias líneas de investigación. La principal propone que el nombre podría derivar de "Thalna", en ocasiones denominada "Thalana", diosa etrusca de la juventud. No obstante, otros estudiosos sugieren "Tàlara", "Tàlana", o "Talàna", en referencia a «lugar elevado», o incluso "Thalana", con origen mesopotámico, que significa «esplendor del cielo».

## Monumentos y lugares de interés
Talana cuenta con unos 70 yacimientos nurágicos repartidos por todo su territorio.Hay varios yacimientos de la  epoca nuragica 
- el nuraghe Bau e Tanca
- el nuraghe Nercone e Tumba de los gigantes
- Domus de Janas di Sillacacari

## Gastronomía
La Gastronomía de Cerdeña  pertenece a la gastronomía típica di Talana , la cual se caracteriza por la insularidad y la cultura rural.

## Longevidad
En 1999, los investigadores Gianni Pes, de la Universidad de Sassari, y Michel Poulain, de la Universidad de Tallin, llevaron a cabo un estudio para dilucidar estas cuestiones e identificar las mayores poblaciones centenarias del mundo. Para ello, pintaron de azul los puntos del mapa donde los habitantes eran más longevos. Este procedimiento dio origen al término “Zonas Azules”.

## Cultura

#### Sa morra
El juego de la Morra está muy extendido en este país. En 2023, junto con otros juegos callejeros, la morra fue incluida en el patrimonio inmaterial de la humanidad.

## Turismo

#### Escalada:
La única vía de escalada es la Mello-Sarda. Se trata de una vía larga, sobre roca granítica, que recuerda a las placas de Val di Melio, uno de los santuarios mundiales de la escalada alpina en Lombardía .

## Evolución demográfica
| Gráfica de evolución demográfica de Talana entre 1861 y 2001 |
|                                                              |
| Fuente ISTAT - Elaboración gráfica de Wikipedia              |

## Nota
1. ↑  Worldpostalcodes.org, código postal n.º 08040.
2. ↑  «Codici Catastali». Comuni-italiani.it (en italiano). Consultado el 29 de abril de 2017.
3. ↑  «Talana». www.sardegnaturismo.it. 20 de noviembre de 2015. Consultado el 4 de agosto de 2025.
4. ↑  «Productos típicos de Cerdeña, vinos y carasau». Italia.it. Consultado el 12 de agosto de 2025.
5. ↑  Ortega, Elena (20 de febrero de 2024). «¿Por qué Cerdeña es una de las Zonas Azules del mundo?». Traveler. Consultado el 10 de agosto de 2025.
6. ↑  Canini, Claudio (24 de septiembre de 2023). «Il gioco della Morra diventa patrimonio dell'Unesco». Prima Brescia (en it-IT). Consultado el 16 de agosto de 2025.
7. ↑  FABBRICA DEI SEGNI, ed. (2015). Ogliastra terra dal futuro antico. ISBN 9788899317157.